# Sølager
Sølager er en lille by og fiskeleje, der ligger ud til Isefjorden i Halsnæs Kommune.
Byen er nu sammen med Lynæs vokset sammen med Hundested.
Før Kommunalreformen i 2007 lå byen i Hundested Kommune.
Om sommeren sejler færgen M/F Columbus fra Sølager til Kulhuse på nordspidsen af Hornsherred.